# Ямангулово
Ямангу́лово (рос. Ямангулово, башк. Яманғол) — присілок у складі Куюргазинського району Башкортостану, Росія. Входить до складу Отрадинської сільської ради.
Населення — 237 осіб (2010; 244 в 2002).
Національний склад:
- башкири — 96%